# Heleen Rebel
Heleen Rebel, född 5 maj 1961, är en svensk film- och TV-klippare.
Heleen Rebel är utbildad vid Nederlandse film- en televisie academie i Amsterdam där hon avlade examen i klippning, spelfilmsproduktion samt regi dokumentärfilm. Hon har arbetat vid Sveriges Television sedan 1988. Hon har ett långvarigt samarbete som klippare till Tom Alandh. De två är även ett par privat.
År 2024 tilldelades hon hederspriset i Årets bild. I motiveringen nämndes "I det lagarbete som det är att skapa dokumentärfilm, har klipparen Heleen Rebel under en lång tid haft en central roll för att slutresultaten har blivit verk av bestående vikt med visuell kraft och respekt som signum."